# Chercos
Chercos este o municipalitate din provincia Almería, Andaluzia, Spania, cu o populație de 292 de locuitori.